# Krakauer zloty
De Krakauer zloty was de munteenheid van de voormalige Vrije Stad Krakau (1815-1846). Er waren munten van 5, 10 groszy (van zilver) en 1 zloty (van zilver). Biljetten waren er alleen Congres-Polen zloty. De valuta werd gebruikt van 1835 tot 1847, waarna de Oostenrijkse gulden werd ingevoerd. Eén Krakauer zloty was onderverdeeld in 30 groszy.